# Sikorsky H-34 Choctaw
Sikorsky H-34 Choctaw (znany też jako S-58, CH-34, HUS-1/UH-34 Seahorse, HSS-1/SH-34 Seabat) – amerykański wielozadaniowy śmigłowiec wojskowy, opracowany przez przedsiębiorstwo Sikorsky dla Marynarki Wojennej Stanów Zjednoczonych, przeznaczony głównie do zwalczania okrętów podwodnych.
Śmigłowiec produkowany był również przez brytyjskie przedsiębiorstwo Westland Aircraft pod nazwą Westland Wessex.